# Osuské
Osuské (ungarisch Aszós – bis 1900 Oszuszkó) ist eine Gemeinde in der Westslowakei mit 587 Einwohnern (Stand 31. Dezember 2024), die zum Okres Senica, einem Kreis des Trnavský kraj, gehört.

## Geographie
Die Gemeinde befindet sich am Treffpunkt des Tieflands Záhorská nížina mit dem Hügelland Myjavská pahorkatina am Fuße der Kleinen Karpaten. Durch Osuské fließt der Brezovský potok, der westlich des Ortes in die Myjava mündet. Das Ortszentrum liegt auf einer Höhe von 218 m n.m. und ist 12 Kilometer von Senica entfernt.
Nachbargemeinden sind Prietrž im Norden, Hradište pod Vrátnom im Osten, Jablonica im Süden und Westen sowie Hlboké im Nordwesten.

## Geschichte

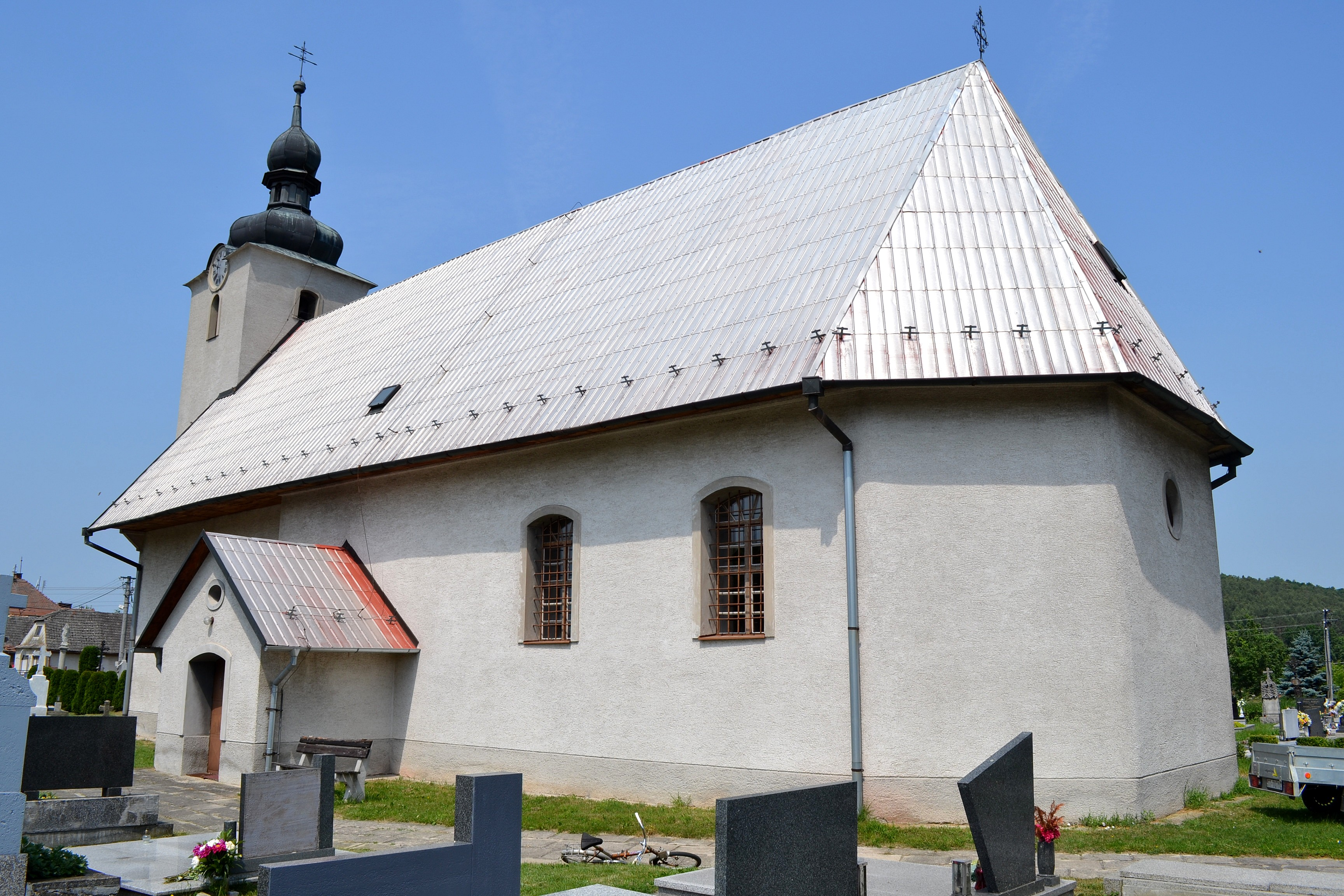
Allerheiligenkirche in Osuské

Osuské wurde zum ersten Mal 1262 als Ozus schriftlich erwähnt und schließt an eine ältere slawische Siedlung an, die wegen häufiger Hochwässer an der heutigen Stelle im 11. Jahrhundert neu gebaut wurde. Im Mittelalter gehörte der Ort zum Herrschaftsgut der Burg Freistadl (heute Hlohovec). Zeitweise war das Dorf in zwei Teilorte geteilt, die jeweils einen Richter hatten: eine Seite war Besitz des Grafen Erdődy, die andere lag im Herrschaftsgebiet der Burg Korlátka.
Im Jahr 1899 erhielt der Ort eine Haltestelle an der Bahnstrecke Jablonica–Brezová pod Bradlom.
Bis 1918 gehörte der im Komitat Neutra liegende Ort zum Königreich Ungarn und kam danach zur Tschechoslowakei beziehungsweise Slowakei.

## Bevölkerung
| Jahr                | 1994 | 2004    | 2014    | 2024    |
| ------------------- | ---- | ------- | ------- | ------- |
| Anzahl der Personen | 629  | 614     | 606     | 587     |
| Unterschied         |      | −2,38 % | −1,30 % | −3,13 % |

| Jahr                | 2023 | 2024    |
| ------------------- | ---- | ------- |
| Anzahl der Personen | 597  | 587     |
| Unterschied         |      | −1,67 % |

Nach der Volkszählung 2011 wohnten in Osuské 607 Einwohner, davon 568 Slowaken, zwei Tschechen sowie jeweils ein Magyare und Ukrainer. 35 Einwohner machten keine Angabe zur Ethnie. 347 Einwohner bekannten sich zur römisch-katholischen Kirche, 36 Einwohner zur Evangelischen Kirche A. B., zwei Einwohner zu den Zeugen Jehovas und ein Einwohner evangelisch-methodistischen Kirche; ein Einwohner bekannte sich zu einer anderen Konfession. 94 Einwohner waren konfessionslos und bei 126 Einwohnern wurde die Konfession nicht ermittelt.

## Bauwerke
- römisch-katholische Kirche im Renaissance-Stil aus den Jahren 1619–31

## Söhne und Töchter der Gemeinde
- Emanuel Lehocký (1876–1930), slowakischer Politiker, einer der Unterzeichner der so genannten Martiner Deklaration